# Cao Yuan
Cao Yuan (Pequim, 7 de fevereiro de 1995) é um saltador chinês, bicampeão olímpico. 

## Carreira
Foi medalha de ouro na plataforma 10m sincronizada com Zhang Yanquan.
Yuan representou seu país nos Jogos Olímpicos de Verão de 2016, nos quais conquistou o bronze no trampolim sincronizado com Qin Kai.  No trampolim de 3 metros foi campeão olímpico, dominando as três etapas.
Obteve duas medalhas na plataforma dez metros em Tóquio 2020, das quais uma de prata no sincronizado ao lado de Chen Aisen e uma de ouro no individual.